# Brissac
Brissac (okzitanisch Briçac) ist ein Ort und eine südfranzösische Gemeinde mit 592 Einwohnern (Stand 1. Januar 2022) im Département Hérault in der Region Okzitanien.

## Lage
Der Ort Brissac liegt in den südlichen Ausläufern der Cevennen in einer Höhe von ca. 145 m ü. d. M. am Bach Avèze. Nächstgrößere Stadt ist das etwa 43 km südöstlich gelegene Montpellier. Die Buèges mündet hier (an der Grenze zu Causse-de-la-Selle) von rechts, der Lamalou (an der Grenze zu Saint-Martin-de-Londres) von links in den Hérault.

## Bevölkerungsentwicklung
| Jahr      | 1800 | 1851 | 1901 | 1954 | 1975 | 1999 | 2019 |
| Einwohner | 706  | 953  | 807  | 420  | 305  | 442  | 605  |

Die Reblauskrise im Weinbau und die zunehmende Mechanisierung der Landwirtschaft sorgten für einen deutlichen Bevölkerungsrückgang, der sich erst in den letzten Jahrzehnten des 20. Jahrhunderts stabilisiert hat.

## Wirtschaft
Die Einwohner von Brissac lebten jahrhundertelang als Selbstversorger von der Landwirtschaft, zu der auch der Weinbau und ein wenig Viehzucht gehörte. Der heute auf dem Gemeindegebiet produzierte Wein wird über die Appellationen Languedoc, Pays d’Hérault und Pays d'Oc vermarktet. Seit der Mitte des 20. Jahrhunderts spielt der Tourismus in Form der Vermietung von Ferienwohnungen (gîtes) eine gewisse Rolle für die Einnahmen des Ortes.

## Geschichte
Die den Ort überragende Burg stammt in ihren Ursprüngen aus dem 11. Jahrhundert; die ehemalige Prioratskirche entstand etwa gleichzeitig zu ihren Füßen. Es ist anzunehmen, dass der Ort sukzessive in den nachfolgenden Jahrhunderten entstand und das Dorf Issensac in gleichem Maße nach und nach verschwand.

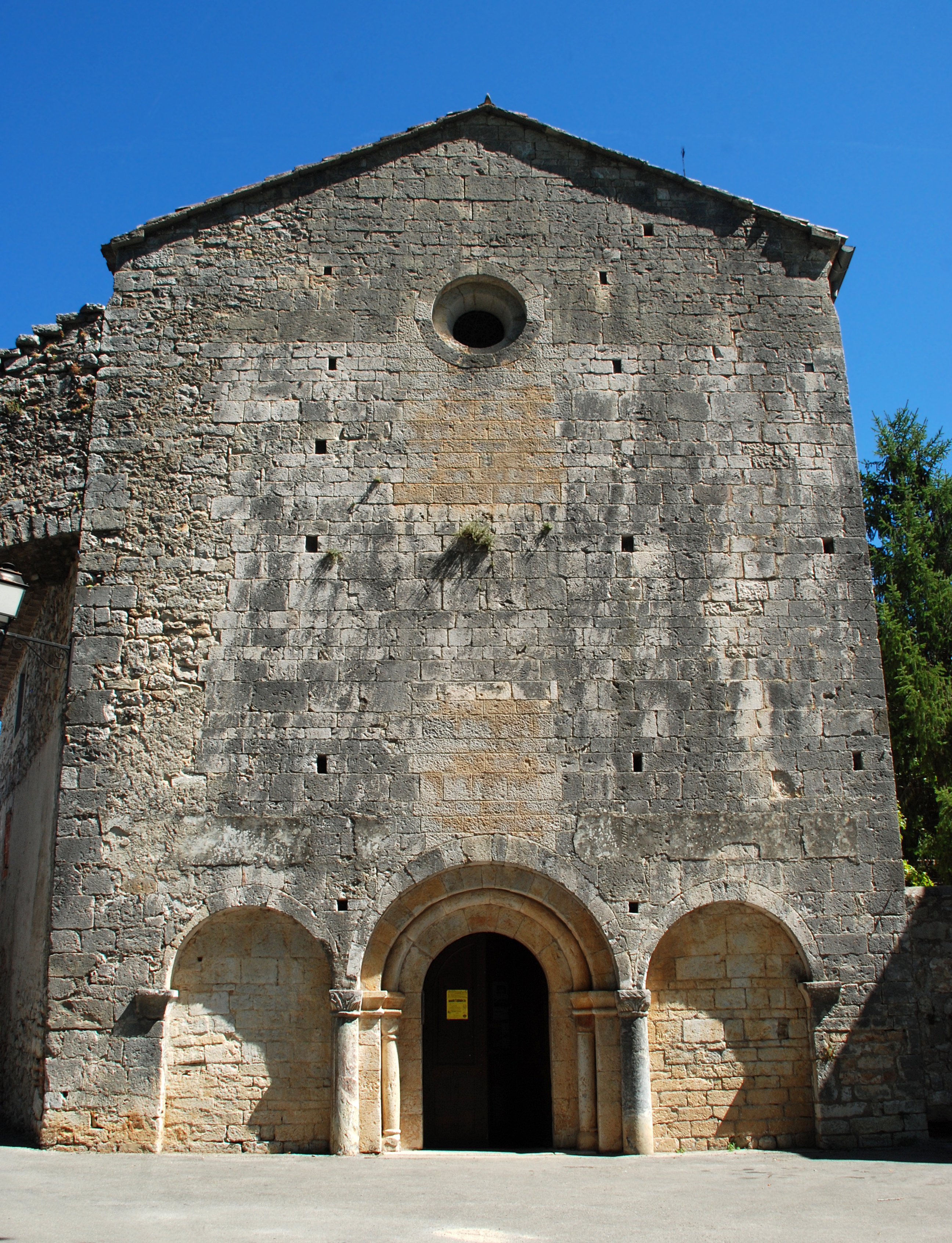
Église Saint-Nazaire et Saint-Celse

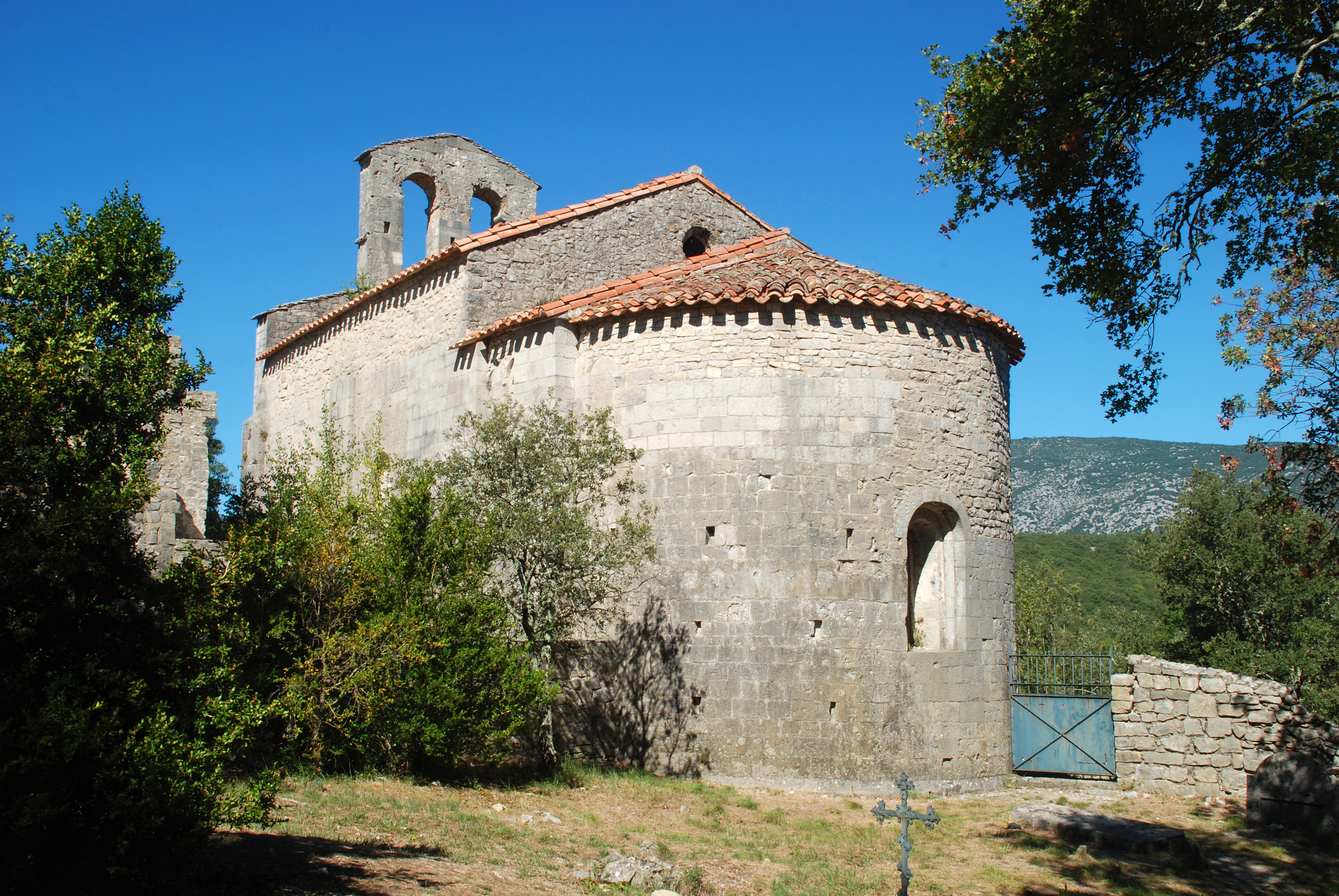
Chapelle Saint-Étienne d’Issensac

1699 ließ Jean-Baptiste de Roquefeuil in Brissac eine Papierfabrik errichten, die die Produktion 1966 einstellte.

## Sehenswürdigkeiten
- Die Burg (Château de Brissac) thront auf einem Felsen oberhalb des Ortes. Ihre Ursprünge liegen im 11. Jahrhundert; sie wurde jedoch später mehrfach verändert. Zum alten Bestand gehören die beiden auf quadratischem Grundriss erbauten und zinnenbekränzten Donjons, zwischen denen ein deutlich jüngeres Corps de Logis gespannt ist.
- Die heutige Pfarrkirche Saint-Nazaire-et-Saint-Celse entstammt dem 11. und 12. Jahrhundert und war eine ehemalige Prioratskirche der im Jahre 1542 völlig zerstörten Benediktinerabtei von Aniane. Ihre wegen Bauschäden von einem mächtigen Strebebogen gestützte Westfassade ist äußerst schmucklos gehalten, zeigt jedoch in der Portalzone ein Triumphbogenschema mit seitlichen Blendarkaden. Die Apsis verfügt über eine Lisenengliederung im Lombardischen Stil mit abschließendem Rundbogenfries (bandes lombardes). Das Kirchenbauwerk ist bereits seit dem Jahr 1907 als Monument historique anerkannt.[2]